# Bill Stauffer
William Albert Stauffer, detto Bill (Maryville, 9 giugno 1930 – Urbandale, 26 novembre 2015), è stato un cestista statunitense.

## Carriera
Stauffer, conosciuto anche con il soprannome "Bob", vestì per 4 stagioni la maglia dei Tigers della University of Missouri. Giocò inizialmente sia da guardia sia da ala, passando poi definitivamente nella posizione di centro. Si dimostrò particolarmente abile nei rimbalzi, mantenendo medie sempre molto elevate, fino ai 16,5 a partita della stagione 1951-1952. Proprio nel 1952 fu nominato All-American, e divenne anche il primo giocatore nella storia della University of Missouri ad essere selezionato per un Draft NBA. Venne infatti scelto dai Boston Celtics come 6º assoluto del Draft NBA 1952.
Stauffer tuttavia non giocò mai in NBA, preferendo abbandonare l'attività cestistica e arruolandosi presso la Andrews Air Force Base.
Fu il primo giocatore dei Tigers a ricevere il privilegio di veder ritirato il proprio numero di maglia (il 43): avvenne nel 1954. Dopo la carriera militare ha lavorato per la AT&T e la North Western Bell.

## Palmarès
- Converse All America Second Team (1952)[4]